# Jean de Villiers (wielki mistrz)
Jean de Villiers (zm. w 1294) – 22 wielki mistrz zakonu joannitów w latach 1284–1294. W czasie, gdy był wielkim mistrzem, zakon przeniósł się z Królestwa Jerozolimskiego na Cypr.